# Idol (bài hát của Yoasobi)
"Idol" (アイドル Aidoru, Thần tượng) là một bài hát của nhóm nhạc đôi người Nhật Bản Yoasobi. Ca khúc được phát hành dưới dạng đĩa đơn độc lập vào ngày 12 tháng 4 năm 2023, thông qua Sony Music Entertainment Japan. Bài hát được chọn làm bài nhạc hiệu mở đầu của bộ anime truyền hình Oshi no Ko. Do Ayase sáng tác và dựa trên truyện ngắn 45510 của Akasaka Aka, bài hát miêu tả bản chất hai mặt của một ngôi sao trong ngành công nghiệp thần tượng Nhật Bản, cũng như nhiều góc nhìn nhân vật Hoshino Ai trong bộ anime từ những người hâm mộ, đồng đội trong nhóm B-Komachi và chính cô.
Về mặt thương mại, "Idol" đã gặt hái thành công với thành tích quán quân bảng xếp hạng Combined Singles Chart của Oricon và Billboard Japan Hot 100. Ca khúc đứng đầu bảng trong 8 tuần liên tiếp, đánh dấu bài hát quán quân thứ hai của Yoasobi sau đĩa đơn đầu tay "Yoru ni Kakeru", cũng như là bài hát đầu tiên của nhóm lọt vào top 10 trên Billboard Global 200 (giành hạng cao nhất là vị trí số 9) và là nhạc phẩm gốc tiếng Nhật đầu tiên đứng đầu bảng xếp hạng Global Excl của Hoa Kỳ (nghệ sĩ đầu tiên của Nhật Bản đạt thành tích này). Bài hát đã phá vỡ kỷ lục của Oricon và Billboard Japan để trở thành ca khúc đạt 100 triệu lượt nghe nhanh nhất trong 5 tuần. Video âm nhạc của nhạc phẩm (được công chiếu vào ngày 13 tháng 4) đã vượt mốc 100 triệu lượt xem trong một tháng, nhanh nhất trong số các bài hát J-pop.

## Hoàn cảnh ra đời và phát hành
Ngày 19 tháng 2 năm 2023, bộ anime truyền hình Nhật Bản Oshi no Ko đã thông báo bài nhạc hiệu mở đầu sẽ do Yoasobi thể hiện, có nhan đề "Idol", trong một buổi phát trực tiếp chi tiết về bộ anime trên kênh YouTube chính thức của họ. Là một người hâm mộ "siêu khủng", Ayase tiết lộ anh đã đích thân đọc manga Oshi no Ko và sáng tác một bài hát về bộ truyện trước cả khi nhận được lời mời. Ca khúc lần đầu có mặt trong trailer của bộ anime, còn bản đầy đủ được phát lần đầu trong tập phim đầu tiên có thời lượng 90 phút, có tựa đề "Mẹ và con" (được công chiếu vào ngày 17 tháng 3 tại một số rạp chiếu phim ở Nhật Bản).
Sau buổi diễn đầu tiên thuộc Denkōsekka Arena Tour tại Nippon Gaishi Hall, Nagoya, nhóm nhạc thông báo rằng bài hát sẽ có mặt trên các nền tảng nhạc số và phát trực tuyến vào ngày 12 tháng 4 năm 2023, cùng ngày với buổi công chiếu bộ anime trên truyền hình. Sau đó phiên bản tiếng Anh (do Aoki Konnie dịch) được phát hành kỹ thuật số vào ngày 26 tháng 5, trong khi đĩa đơn CD giới hạn sẽ ra mắt vào ngày 21 tháng 6. Cơ sở của bài hát là 45510, một truyện ngắn của Akasaka Aka, tác giả bộ truyện Oshi no Ko. Tác phẩm được xuất bản qua trang web của Weekly Young Jump vào ngày 13 tháng 4, ngay sau khi tập phim đầu tiên của bộ anime trình chiếu trên truyền hình.
44510 miêu tả góc nhìn của một trong những thành viên cũ của nhóm nhạc thần tượng B-Komachi; người này phát hiện ra video phát trực tiếp của cựu thành viên chủ chốt Hoshino Ai 16 năm sau khi cô qua đời. Video cho thấy Hoshino nói chuyện với người hâm mộ của cô, làm cô ấy hồi tưởng về quá khứ và ghen tị với Hoshino. Sau khi video ngừng chiếu và không thể tìm thấy nữa, cựu thành viên đã cố gắng đăng nhập vào blog của B-Komachi do bốn thành viên sáng lập điều hành–mật khẩu là "44510", bắt nguồn từ tên viết tắt của các thành viên–và tìm thấy bài báo chưa xuất bản của Hoshino viết về cô; bài báo nói về cảm giác tồi tệ, muốn được như quá khứ của cô. Cựu thành viên quyết định xóa bản nháp vì không muốn cho mọi người thấy mặt yếu đuối của Hoshino. Dù ghét Hoshino song nhân vật chính cũng tôn trọng Hoshino như một "thần tượng hoàn hảo và tối thượng".

## Sáng tác
"Idol" là một bài hát nhạc pop với màn thể hiện gothic kiểu bình ca, có tiếng hét nền của nhóm B-boy trú tại Akihabara và YouTuber Real Akiba Boyz, cùng phần điệp khúc nền theo phong cách phúc âm được hát bằng tiếng Anh. Ayase viết bài hát ở điệu tính Đô thăng trưởng, nhịp 4/4 và có tốc độ 166 nhịp mỗi phút. Trong quá trình sáng tác bài hát, Ayase ban đầu tập trung vào các đoạn trống, piano và giọng hát. Ở giai đoạn cuối quá trình, anh bổ sung thêm nhiều yếu tố âm nhạc mới vào tác phẩm. Về phần sản xuất âm thanh, Ayase đã sử dụng 808 bass, để tạo thành "bass mạnh như Ghostemane". Ayase đã pha trộn hip-hop mang phong cách Atlanta và trap vào bài hát.
Do âm thanh "tươi sáng và pop điển hình" và "bubblegum kiểu thần tượng", lời bài hát nói về bản chất hai mặt của những người trong ngành giải trí, đặc biệt là các thần tượng Nhật Bản, thể hiện góc nhìn Hoshino Ai của người hâm mộ về sự hoàn hảo của cô và việc cô nói dối họ, lòng đố kị của các thành viên B-Komachi song tôn trọng cô ấy là "thần tượng hoàn hảo", và góc nhìn của chính cô về sự dối trá, tham lam và không hoàn hảo của mình, cũng như tình mẫu tử của cô với hai đứa con sinh đôi, Ruby và Aqua.
Phiên bản demo của "Idol" tuy mang phần lời khác với bản chính thức, nhưng Ayase đã sử dụng để lồng ghép và tạo nên bài hát sau khi anh nhận thông báo Yoasobi chịu tránh nhiệm trình bày nhạc hiệu cho anime. Anh lên kế hoạch phát hành bài hát dưới dạng một bản Vocaloid gốc và không có ý định phát triển thành một bản nhạc của Yoasobi. Ayase sử dụng chương trình Hatsune Miku trong quá trình xây dựng phiên bản demo của "Idol" để xây dựng nền tảng ban đầu cho bản nhạc. Theo Ayase, việc đảm nhận sáng tác nhạc hiệu Oshi no Ko đối với anh "giống như một định mệnh".
Những ghi chép của Ayase đối với phiên bản demo là “một cô chiến binh cực kỳ mạnh mẽ”. Trong quá trình sáng tác, những gì Ayase hình dung về bài hát "rất mơ hồ — một chiến binh vô đối, đi kèm với một mặt tối". Sau đó, anh đã đổi chủ đề nhạc phẩm thành "thần tượng vô song". Phần "thần tượng tối thượng" trong đoạn điệp khúc ban đầu nói về "kỹ thuật bí mật tối thượng". Vì vậy, Ayase từng dự định đặt tên bài hát là "Kyūkyoku no ōgi" (究極の奥義). Khi nhận bản thảo đầu tiên của 45510, Ayase đã đến gặp Akasaka và đưa ra yêu cầu thay đổi quan điểm của cốt truyện, bằng việc đẩy Ai trở thành nhân vật chính. Tuy nhiên, sau cuộc trò chuyện với vị tác giả, anh hiểu ra rằng những sự kiện xung quanh Ai khi một thành viên B-Komachi nhìn thấy mặt yếu đuối của cô đã viết nên một câu chuyện giữ được bầu không khí bí ẩn.
Theo JX Soo của tạp chí âm nhạc tiếng Anh NME, Ikura được yêu thích nhờ chất giọng ngọt ngào và trong trẻo, nhưng ở "Idol", cô biến hóa từ "những tiếng gầm gừ đầy mỉa mai sâu sắc" sang "những câu rap nhanh, lướt qua nhịp điệu hối hả một cách dễ dàng", đồng thời tạo ra một giọng hát mà cô chưa từng có. Sau nhiều lần thử nghiệm và chỉnh sửa, quá trình thu âm của Ikura đã kéo dài tới 10 tiếng.

## Đánh giá chuyên môn
Danny Guan từ Game Rant khen ngợi "Idol" là "đại diện hoàn hảo cho nhân vật Hoshino Ai" và "dễ dàng chuyển từ những phiên khúc rap ủ ê sang giai điệu J-pop tràn đầy năng lượng, thay đổi tâm trạng nhanh chóng." MarSali của UtaTen thì viết rằng bài hát "ghi dấu ngoại hình của một thần tượng từ nhiều góc nhìn khác nhau." Cây viết của Yahoo! Japan, Suzuki Suzie so sánh ca khúc như một bản giễu nhại đĩa đơn "Nantettatte Idol" năm 1985 của Koizumi Kyoko và những nữ thần tượng của thập niên 2010, đồng thời bình luận: "Bài hát được làm quá tốt và đạt đến siêu cấu trúc 'của một bài hát kiểu thần tượng hơn là một bài hát thần tượng thông thường.'" Komachi Mio của Real Sound mệnh danh ca khúc là "nổi bật" trong danh sách đĩa nhạc của nhóm nhạc đôi, thấy được "bản chất của bài hát Vocaloid." Joshua Fox của Screen Rant nhận xét rằng bản tiếng Anh, "mặc dù nghe vẫn tuyệt, nhưng không bằng bản tiếng Nhật"; "lời bài hát phần lớn là bản dịch y chang mà chẳng có chút thay đổi nào", vì vậy "độ trôi chảy bản tiếng Anh có chỗ không hay," Fox so sánh bài hát với bản viết lại hoàn chỉnh bằng tiếng Anh các bài "Hikari", "Simple & Clean" của Utada Kikaru.

## Video âm nhạc
Một video âm nhạc hoạt hình đi kèm của "Idol" được công chiếu lần đầu trên kênh YouTube của Yoasobi và kênh Niconico của Ayase vào ngày 13 tháng 4 năm 2023, lúc 12:30 chiều (JST). Với hình ảnh tương tự bộ anime Oshi no Ko, MV do Nakayama Naoya và do Doga Kobo sản xuất (công ty cũng chịu trách nhiệm sản xuất bộ anime). MV đã vượt mốc 100 triệu lượt xem vào ngày 18 tháng 5, tức một tháng sau khi công chiếu, trở thành MV thứ tư của nhóm nhạc đôi (sau "Yoru ni Kakeru", "Kaibutsu" và "Gunjō") đạt được cột mốc này, cũng như là bài nhanh nhất làm được như vậy bởi bất kỳ nghệ sĩ nào của Nhật Bản. MV bản tiếng Anh ra mắt sau đó vào ngày 26 tháng 5, trùng lịch phát hành bộ anime.

## Thành tích thương mại

### Nhật Bản
Tại Nhật Bản, "Idol" mở đầu ở vị trí thứ năm trên bảng xếp hạng Combined Singles Chart của Oricon vào ngày 24 tháng 4 năm 2023, và giành ngôi quán quân trong 5 tuần tiếp theo, là bài hát thứ hai của nhóm sau "Yoru ni Kakeru" làm được vậy. Ca khúc lọt vào Digital Singles Chart ở vị trí thứ hai, sau "Kizuna no Kiseki" của Man with a Mission và Milet, và rồi vươn lên ngôi đầu bảng vào tuần tiếp theo và có 5 tuần không liên tiếp nắm ngôi quán quân, củng cố thêm kỷ lục bài hát quán quân (12) của của Yoasobi, đồng hạng với Yonezu Kenshi. Ở bảng xếp hạng Streaming Chart, "Idol" đoạt ngôi quán quân trong 8 tuần liên tiếp, trở thành bài hát quán quân thứ ba của nhóm đôi trên bảng xếp hạng sau "Yoru ni Kakeru" (2019) và "Kaibutsu" (2021). Với 25.933.824 lượt phát trực tuyến trong tuần ngày 8 tháng 5, nhạc phẩm trở thành bài sở hữu lượt phát trực tuyến lớn nhất của bộ đôi và năm 2023, đồng thời tích lũy được nhiều lượt stream thứ hai trong một tuần trong lịch sử Oricon, sau "Butter" của BTS, cũng như bài hát có nhiều tuần nhất vượt mốc 20 triệu lượt stream trong một tuần (7), vượt qua "Subtitle" của Official Hige Dandism (4). Ngoài ra, "Idol" là ca khúc thứ hai trong năm 2023 sau "Boom Boom Back" của Be First và của nhóm nhạc đôi giành ngôi quán quân ở cả bảng xếp hạng Oricon Digital Single và Streaming trong cùng một tuần và trong 5 tuần không liên tiếp, vượt qua "Yoru ni Kakeru". Bản tiếng Anh ra mắt ở vị trí số 8 trên Digital Singles Chart với 6.080 lượt tải xuống.
Trên bảng xếp hạng Billboard Japan, "Idol" chiếm ngôi đầu bảng Japan Hot 100 ở số báo ra ngày 19 tháng 4 năm 2023, qua đó là bài hát quán quân thứ hai của nhóm tại quốc gia này sau "Yoru ni Kakeru" vào năm 2020, và nắm ngôi đầu bảng trong 8 tuần liên tiếp, vượt qua 6 tuần của "Yoru ni Kakeru" và vượt qua "Homura" (2020) của LiSA. Ở các bảng xếp hạng thành phần, ca khúc ra mắt ở vị trí thứ hai trên Download Songs, rồi lấy ngôi đầu bảng trong 5 tuần không liên tiếp. "Idol" còn đạt vị trí quán quân trên Streaming Songs và có 8 tuần liên tiếp đứng đầu bảng. Nhạc phẩm nhận được 25.783.683 lượt stream trong tuần ngày 3 tháng 5, phá kỷ lục tổng lượt stream nhiều thứ hai trong một tuần, chỉ sau "Butter" của BTS. Bài hát cũng đứng đầu bảng Hot Animation theo thể loại riêng trong 8 tuần liên tiếp. "Idol" đã cán mốc 100 triệu lượt stream tại Nhật Bản trong 5 tuần kể từ khi phát hành trên cả Oricon và Billboard Japan, phá kỷ lục ca khúc đạt thành tích này nhanh nhất của "Butter" (6) và biến Yoasobi trở thành nhóm sở hữu nhiều bài hát nhất có hơn 100 triệu lượt stream (14).

### Toàn cầu
Hai tuần sau khi phát hành, một số hãng thông tấn đưa tin rằng "Idol" đã được stream và xem hơn 100 triệu lần. Bài hát lần đầu ra mắt bảng xếp hạng Billboard Global Excl. US vào ngày 22 tháng 4 năm 2023, ở vị trí số 135 trong vòng hai ngày kể từ ngày theo dõi và lọt top 10 ở vị trí thứ 5 vào tuần tiếp theo. Sau khi phát hành bản tiếng Anh và có 6 tuần trụ trong top 10, bản tiếng Anh "Idol" đã vươn lên dẫn đầu Global Excl. US, trở thành bài hát gốc tiếng Nhật đầu tiên đạt được cột mốc này. Trên bảng xếp hạng Billboard Global 200, "Idol" ra mắt ở vị trí thứ 14 ở số báo ra ngày 29 tháng 4 và vươn lên hạng 10 vào tuần kế tiếp; đây là bài hit đầu tiên trong top 10 của Yoasobi và là bài đạt vị trí cao nhất kể từ "Yoru ni Kakeru", đồng thời là bài hit thứ hai lọt top 10 của một nghệ sĩ Nhật Bản sau "Homura" của Lisa. Sau đó, ca khúc giành vị trí số 9 trên bảng xếp hạng. Ở những nơi khác, bài hát cũng lọt vào các bảng xếp hạng quốc gia của Singapore, Hàn Quốc và Việt Nam, cũng như các bảng xếp hạng Hits of the World bổ sung của Hồng Kông, Malaysia và Đài Loan. Nhà phê bình âm nhạc Tokuriki Motohiko so sánh thành công của "Idol" với "Shinunoga E-wa" của Kaze Fujii (một bản hit ở thị trường quốc tế vào năm 2022) và nhận xét rằng ca khúc "có tiềm năng trở thành một bước tiến lớn cho ngành công nghiệp âm nhạc Nhật Bản ở chỗ nó đã nhìn rõ thế giới ngay từ đầu và đã thành công."

## Trình diễn trực tiếp

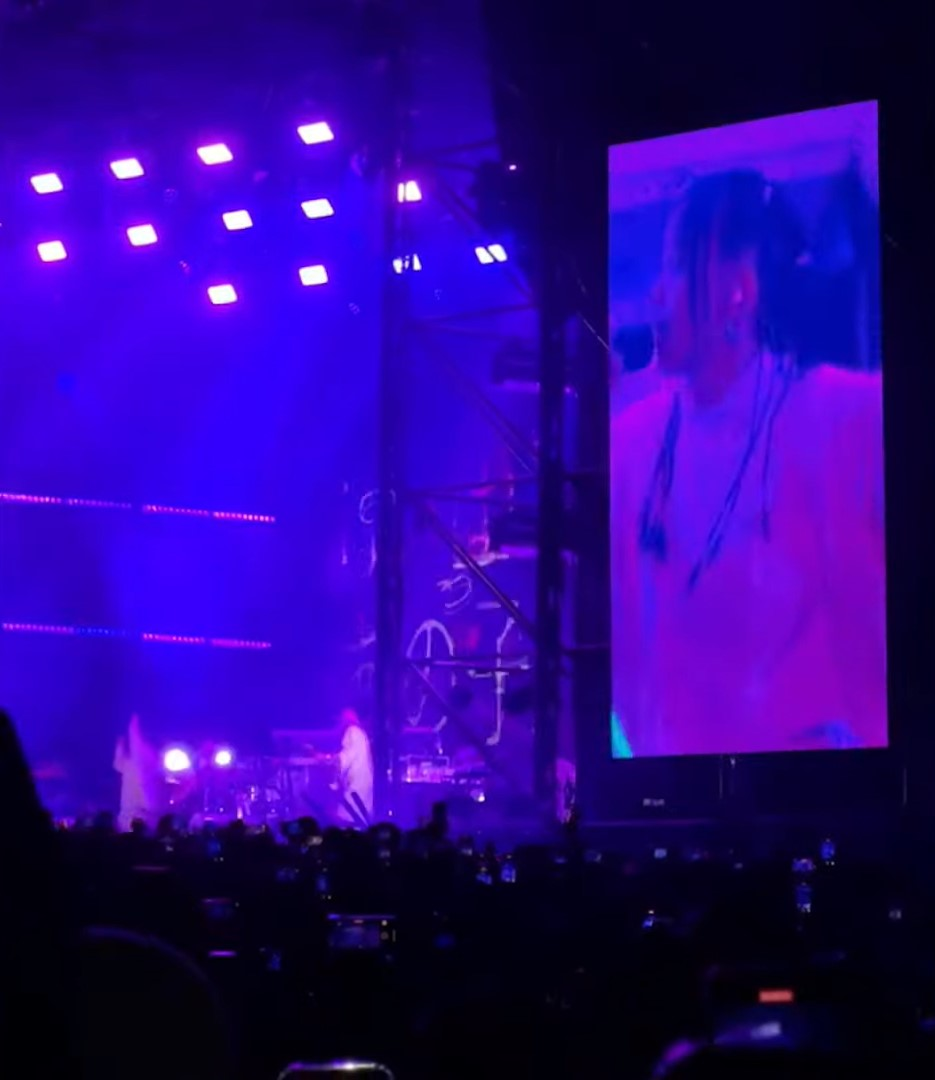
Buổi diễn trực tiếp "Idol" trong chuyến lưu diễn Yoasobi Asia Tour 2023–2024 tại Đài Bắc

Yoasobi có màn trình diễn ra mắt "Idol" vào ngày 5 tháng 4 năm 2023, tại buổi diễn ở Nagoya trong Denkōsekka Arena Tour của nhóm và đưa bài vào danh sách tiết mục của tour diễn dưới dạng một phần của encore. Nhóm nhạc đôi còn trình bày bài hát tại buổi hòa nhạc trực tiếp miễn phí đặc biệt của TikTok tại Nhà hát Milano-za ở Shinjuku, Tokyo vào ngày 24 tháng 4. Bài hát nằm trong set list của một số lễ hội và chuyến lưu diễn hòa nhạc như Head in the Clouds Festival, Rock in Japan Festival, Summer Sonic Festival, Yoasobi Asia Tour 2023–2024, và Pop Out Zepp Tour, v.v.; buổi biểu diễn Summer Sonic phát sóng trong chương trình truyền hình đặc biệt NHK Music Expo 2023 vào ngày 14 tháng 9, trong khi buổi diễn Clockenflap lên sóng thông qua Japan Record Awards lần thứ 65 vào ngày 30 tháng 12.
Bộ đôi đã xuất hiện tại chương trình âm nhạc Hàn Quốc M Countdown, với lần đầu tiên trình diễn "Idol" trên truyền hình vào ngày 21 tháng 9. Yoasobi biểu diễn trực tiếp "Idol" trên truyền hình Nhật Bản trong ấn bản năm 2023 của chương trình truyền hình đặc biệt Đêm giao thừa NHK Kōhaku Uta Gassen vào ngày 31 tháng 12. Song song với phần biên đạo cho bộ đôi và ban nhạc do Kawashima Sota của Ganmi đảm nhận, chương trình có sự góp mặt của rất nhiều khách mời, mở đầu là nhóm nhảy Avantgardey và nhóm B-boy Real Akiba Boyz. Sau đó, các nhóm nhạc thần tượng từ Nhật Bản và Hàn Quốc—Seventeen, Nogizaka46, NiziU, Be:First, NewJeans, JO1, Stray Kids, Sakurazaka46, Le Sserafim, và MiSaMo—lần lượt biểu diễn. Tiếp nối, ca sĩ Ano (You'll Melt More!) và nữ diễn viên kiêm người dẫn chương trình Hashimoto Kanna (Rev. from DVL)—hai cựu thần tượng từng thu hút sự chú ý qua những bức ảnh do người hâm mộ chụp, nhận biệt danh "cuộc chiến cuối cùng giữa thiên thần và ác quỷ" từ những bức ảnh so sánh cả hai—cùng xuất hiện và tạo dáng gây sốt trong sự nghiệp thần tượng. Buổi diễn khép lại bằng việc tất cả các nghệ sĩ biểu diễn cùng nhau. Màn trình diễn nhận đã về phản hồi trái chiều từ phía người hâm mộ K-pop khi những nghệ sĩ thuộc xứ sở kim chỉ đảm nhận vai trò vũ công. Một bộ phận khác trong lĩnh vực âm nhạc lại coi buổi diễn là bằng chứng cho sự thống trị trên trường quốc tế của K-pop.

## Danh sách bài hát
- Tải nhạc/phát trực tuyến

1. "Idol" (アイドル?) – 3:33

- Tải nhạc/phát trực tuyến (bản tiếng Anh)

1. "Idol" (bản tiếng Anh) – 3:33

- Đĩa đơn CD và vinyl 7 inch

1. "Idol" – 3:33
2. "Idol" (bản tiếng Anh) – 3:33
3. "Idol" (bản dựng anime) – 1:30
4. "Idol" (nhạc nền) – 3:33

## Đội ngũ thực hiện
- Ayase – viết lời, sản xuất
- Ikura – giọng hát
- Akasaka Aka – tác giả nguyên tác
- Aoki Konnie – lời phần nền điệp khúc, lời tiếng Anh, lời bài hát tiếng Anh và chỉ đạo giọng hát
- BFNK – lời bài hát tiếng Anh và chỉ đạo giọng hát
- Real Akiba Boyz – tiếng hét nền
- Ebony Bowens – điệp khúc nền
- Chloe Kibble – điệp khúc nền
- Marista Stubbs – background chorus
- Imani J. Dawson – điệp khúc nền
- Kyte – điệp khúc nền
- Lyle Carr – điệp khúc nền
- Andrew Soda – background chorus
- Saitō Takayuki – thu âm giọng hát
- Nishikawara Kunio – thu âm giọng hát (phiên bản tiếng Anh)
- Okuda Hiroaki – điệp khúc nền và tiếng hét nền
- Fukui Masahiko – hòa âm
- Sakai Hidekazu – hoàn chỉnh âm thanh

## Giải thưởng
| Năm  | Giải thưởng                          | Hạng mục                                             | Kết quả      | T.k    |
| ---- | ------------------------------------ | ---------------------------------------------------- | ------------ | ------ |
| 2023 | Reiwa Anisong Awards                 | Giải thưởng tác phẩm xuất sắc nhất                   | Đoạt giải    | [ 74 ] |
| 2023 | Reiwa Anisong Awards                 | Giải thưởng anison hay nhất                          | Đoạt giải    | [ 74 ] |
| 2023 | Reiwa Anisong Awards                 | Giải thưởng bình chọn của người dùng                 | Hạng 4       | [ 74 ] |
| 2023 | Billboard Japan Music Awards         | Hot 100 của năm                                      | Đoạt giải    | [ 75 ] |
| 2023 | Billboard Japan Music Awards         | Hot Animation của năm                                | Đoạt giải    | [ 76 ] |
| 2023 | Billboard Japan Music Awards         | Streaming Songs của năm                              | Đoạt giải    | [ 76 ] |
| 2023 | Billboard Japan Music Awards         | Download Songs của năm                               | Đoạt giải    | [ 76 ] |
| 2023 | Billboard Japan Music Awards         | User Generated Songs của năm                         | Đoạt giải    | [ 76 ] |
| 2023 | CX Awards                            | CX Awards                                            | Đoạt giải    | [ 77 ] |
| 2023 | Japan Anime Record Awards            | Giải thưởng anison                                   | Đoạt giải    | [ 78 ] |
| 2023 | Japan Record Awards                  | Composition Award                                    | Đoạt giải    | [ 79 ] |
| 2023 | Model Press Entertainment Award      | J-Pop xuất sắc nhất                                  | Đoạt giải    | [ 80 ] |
| 2023 | MTV Video Music Awards Japan         | Video của năm                                        | Đề cử        | [ 81 ] |
| 2023 | MTV Video Music Awards Japan         | Video hoạt họa xuất sắc nhất                         | Đoạt giải    | [ 82 ] |
| 2023 | MTV Video Music Awards Japan         | Bài hát của năm                                      | Đoạt giải    | [ 82 ] |
| 2023 | Newtype Anime Awards                 | Nhạc hiệu xuất sắc nhất                              | Hạng 2       | [ 83 ] |
| 2023 | Nửa đầu năm của Oricon               | Đĩa đơn kỹ thuật số                                  | Đoạt giải    | [ 84 ] |
| 2023 | TikTok Trend Awards                  | Hạng mục âm nhạc                                     | Đoạt giải    | [ 85 ] |
| 2023 | U-Can New Words and Buzzwords Awards | –                                                    | Đề cử        | [ 86 ] |
| 2023 | USEN Music Awards                    | USEN Hit J-Pop                                       | Hạng 6       | [ 87 ] |
| 2023 | USEN Music Awards                    | USEN Hit SNS                                         | Hạng 2       | [ 87 ] |
| 2023 | XTrend Award                         | Khám phá                                             | Đoạt giải    | [ 88 ] |
| 2023 | Yahoo! Search Awards                 | Âm nhạc                                              | Đoạt giải    | [ 89 ] |
| 2024 | AnimaniA Awards                      | Anison xuất sắc nhất                                 | Chưa công bố | [ 90 ] |
| 2024 | Anime Trending Awards                | Nhạc hiệu mở đầu của năm                             | Đoạt giải    | [ 91 ] |
| 2024 | Crunchyroll Anime Awards             | Anison xuất sắc nhất                                 | Đoạt giải    | [ 92 ] |
| 2024 | Crunchyroll Anime Awards             | Diễn biến mở đầu xuất sắc nhất                       | Đề cử        | [ 92 ] |
| 2024 | Japan Gold Disc Award                | Bài hát của năm theo lượt tải xuống (Nhật Bản)       | Đoạt giải    | [ 93 ] |
| 2024 | Japan Gold Disc Award                | 3 bài hát hay nhất theo lượt tải xuống               | Đoạt giải    | [ 93 ] |
| 2024 | Japan Gold Disc Award                | Bài hát của năm theo lượt phát trực tuyến (Nhật Bản) | Đoạt giải    | [ 93 ] |
| 2024 | Japan Gold Disc Award                | 5 bài hát hay nhất theo lượt phát trực tuyến         | Đoạt giải    | [ 93 ] |

## Xếp hạng
| Xếp hạng (2023)                         | Vị trí cao nhất |
| --------------------------------------- | --------------- |
| Global 200 (Billboard)                  | 9               |
| Hồng Kông (Billboard)                   | 2               |
| Nhật Bản (Japan Hot 100)                | 1               |
| Japan Hot Animation (Billboard Japan)   | 1               |
| Nhật Bản (Oricon)                       | 2               |
| Japan Combined Singles (Oricon)         | 1               |
| Japan Anime Singles (Oricon)            | 1               |
| Malaysia (Billboard)                    | 19              |
| New Zealand Hot Singles (RMNZ)          | 19              |
| Singapore (RIAS)                        | 10              |
| Hàn Quốc (Circle)                       | 96              |
| Đài Loan (Billboard)                    | 2               |
| US World Digital Song Sales (Billboard) | 7               |
| Việt Nam (Vietnam Hot 100)              | 27              |

| Xếp hạng (2023)                | Vị trí cao nhất |
| ------------------------------ | --------------- |
| Japan Digital Singles (Oricon) | 8               |

| Xếp hạng (2023)              | Vị trí |
| ---------------------------- | ------ |
| Nhật Bản (Oricon)            | 9      |
| Japan Anime Singles (Oricon) | 2      |
| Hàn Quốc (Circle)            | 69     |

| Xếp hạng (2023)                       | Vị trí |
| ------------------------------------- | ------ |
| Global 200 (Billboard)                | 42     |
| Nhật Bản (Japan Hot 100)              | 1      |
| Japan Hot Animation (Billboard Japan) | 1      |
| Nhật Bản (Oricon)                     | 90     |
| Japan Combined Singles (Oricon)       | 1      |
| Hàn Quốc (Circle)                     | 158    |

## Chứng nhận và doanh số
| Quốc gia                                                                                 | Chứng nhận  | Số đơn vị/doanh số chứng nhận |
| ---------------------------------------------------------------------------------------- | ----------- | ----------------------------- |
| Nhật Bản Băng đĩa                                                                        | —           | 60.797                        |
| Nhật Bản (RIAJ) Nhạc số                                                                  | 2× Bạch kim | 500.000*                      |
| Phát trực tuyến                                                                          |             |                               |
| Nhật Bản (RIAJ)                                                                          | Kim cương   | 500.000.000                   |
| Tổng hợp                                                                                 |             |                               |
| Quốc tế (IFPI)                                                                           | —           | 1.010.000.000                 |
| * Chứng nhận dựa theo doanh số tiêu thụ. · Chứng nhận dựa theo doanh số phát trực tuyến. |             |                               |

## Lịch sử phát hành
| Vùng      | Ngày                | Định dạng                 | Phiên bản        | Hãng đĩa   | T.k     |
| --------- | ------------------- | ------------------------- | ---------------- | ---------- | ------- |
| Nhiều nơi | 12 tháng 4 năm 2023 | Tải kỹ thuật số streaming | Gốc (tiếng Nhật) | Sony Japan | [ 122 ] |
| Nhiều nơi | 26 tháng 5 năm 2023 | Tải kỹ thuật số streaming | Tiếng Anh        | Sony Japan | [ 123 ] |
| Nhật Bản  | 21 tháng 6 năm 2023 | Đĩa đơn CD                | Hạn chế          | Sony Japan | [ 124 ] |
| Nhật Bản  | 26 tháng 7 năm 2023 | 7-inch vinyl              | Hạn chế          | Sony Japan | [ 125 ] |